# Paredes de Coura
Paredes de Coura ist eine Kleinstadt (Vila) und ein Kreis (Concelho) in Portugal mit 1598 Einwohnern (Stand 30. Juni 2011). Der Ort ist besonders für sein jährliches Rockmusik-Festival bekannt.

## Geschichte
Dolmen und andere Funde belegen eine vorgeschichtliche Besiedlung der Gegend, und auch aus römischer Zeit gibt es hier wesentliche Funde, etwa Herrenhäuser entlang der hier passierenden römische Militärstraße.
Das älteste Dokument des Ortes ist ein Briefwechsel zu einer Schenkung der Königin Teresa. Unter König D.João I war der Ort ein eigenständiger Kreis ("Concelho"). Die von König Manuel I. mit dem Verwaltungsrechtsdokument ("Foral") vom 13. April 1515 erneuerten und neu festgelegten Grenzen des Kreises von Coura reichten bis zum Fluss des Rio Minho.
Seinen heutigen Namen erhielt der Kreis erst 1875, als der Kreis von Coura mit anderen Gemeinden ("Freguesias") zusammengelegt wurde, darunter die Gemeinde von Paredes, woraus die Behörden die neue amtliche Bezeichnung Paredes de Coura ("Mauern von Coura") formten.

## Kultur und Sehenswürdigkeiten
Neben archäologischen Fundstätten sind auch eine römische Brücke, verschiedene Herrenhäuser, und Kirchen, etwa aus dem 13. und 16. Jahrhundert zu besichtigen.
Es durchziehen eine Reihe Wanderwege die bewaldete und von Bächen durchzogene Gebiete im Kreis. Am Fluss-Strand des Rio Coura sind stellenweise eine Reihe gastronomischer und sportlicher Infrastrukturen entstanden.
Jährlich im Sommer (Ende Juli/Anfang August) findet hier seit 1993 das international bedeutende Musikfestival statt, das den Namen des Ortes trägt. Tausende kommen dann, um den Auftritten der Bands verschiedener Spielarten der Rockmusik u. ä. beizuwohnen. So waren 2011 beispielsweise Bands wie Pulp, Mogwai oder …And You Will Know Us by the Trail of Dead hier zu Gast.

## Verwaltung

### Kreis
Paredes de Coura ist Sitz eines gleichnamigen Kreises. Die Nachbarkreise sind (im Uhrzeigersinn im Norden beginnend): Valença, Monção, Arcos de Valdevez, Ponte de Lima sowie Vila Nova de Cerveira.
Mit der Gebietsreform im September 2013 wurden mehrere Gemeinden zu neuen Gemeinden zusammengefasst, sodass sich die Zahl der Gemeinden von zuvor 21 auf 16 verringerte.
Die folgenden Gemeinden (freguesias) liegen im Kreis Paredes de Coura:

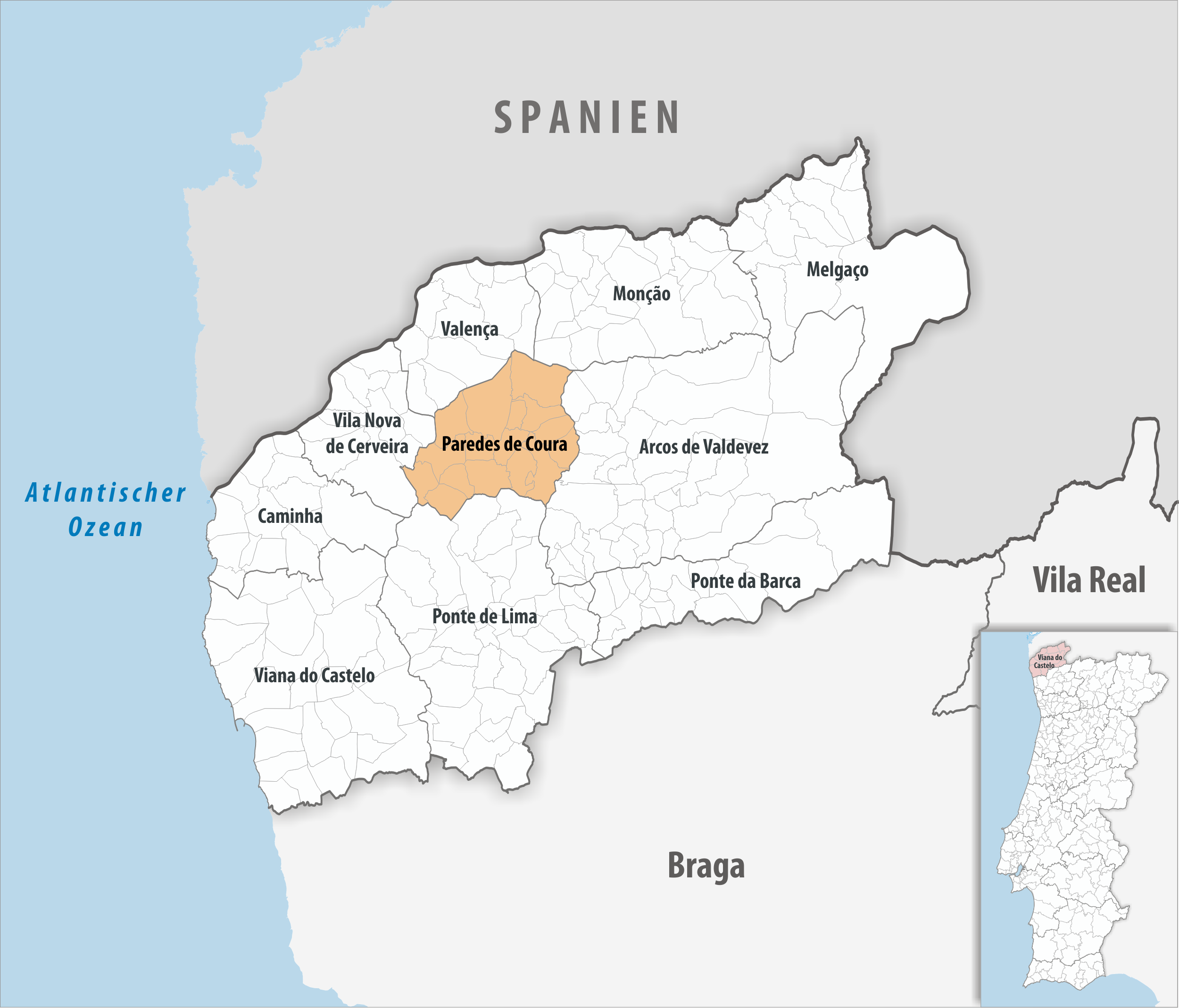
Kreis Paredes de Coura

| Gemeinde                   | Einwohner (2021) | Fläche km² | Dichte Einw./km² | LAU- Code |
| -------------------------- | ---------------- | ---------- | ---------------- | --------- |
| Agualonga                  | 263              | 5,32       | 49               | 160501    |
| Bico e Cristelo            | 734              | 11,68      | 63               | 160522    |
| Castanheira                | 637              | 7,76       | 82               | 160503    |
| Cossourado e Linhares      | 509              | 9,64       | 53               | 160523    |
| Cunha                      | 459              | 9,98       | 46               | 160507    |
| Formariz e Ferreira        | 915              | 19,54      | 47               | 160524    |
| Infesta                    | 413              | 5,89       | 70               | 160510    |
| Insalde e Porreiras        | 393              | 17,59      | 22               | 160525    |
| Mozelos                    | 343              | 3,36       | 102              | 160513    |
| Padornelo                  | 412              | 6,66       | 62               | 160514    |
| Parada                     | 278              | 5,90       | 47               | 160515    |
| Paredes de Coura e Resende | 2.011            | 5,84       | 344              | 160526    |
| Romarigães                 | 224              | 7,13       | 31               | 160519    |
| Rubiães                    | 493              | 9,08       | 54               | 160520    |
| S. Martinho de Coura       | 330              | 6,59       | 50               | 160505    |
| Vascões                    | 218              | 6,22       | 35               | 160521    |
| Kreis Paredes de Coura     | 8.632            | 138,18     | 62               | 1605      |

### Bevölkerungsentwicklung
| 1801 | 1849   | 1900   | 1930   | 1960   | 1981   | 1991   | 2001 | 2011 |
| 8963 | 10.618 | 13.091 | 14.412 | 14.886 | 11.311 | 10.442 | 9571 | 9198 |

### Städtepartnerschaften
- Frankreich: Magnac-sur-Touvre (in Anbahnung)
- Frankreich: Cenon[8]

## Verkehr
Über die 11 km entfernte Ausfahrt Nr. 13 (Paredes de Coura) ist der Ort über die A3 zu erreichen. Er hat keine Anbindung an das Eisenbahnnetz des Landes. Anlässlich des Festivals werden landesweit verschiedene Überlandbus-Verbindungen angeboten.